# 24. мај
24. мај (24.5.) је 144. дан године по грегоријанском календару (145. у преступној години). До краја године има још 221 дана.

## Догађаји
- 1689 — Ступио је на снагу акт о толеранцији у Енглеској, којим је под извесним условима гарантована слобода исповедања вере нонконформистима, али су католици намерно изостављени.
- 1822 — Трупе под командом Антонија Хосеа де Сукреа потукле Шпанце у бици код Пичинче.
- 1844 — Проналазач телеграфа Семјуел Морзе послао прву телеграфску поруку на удаљеност од 65 km, из Вашингтона у Балтимор. Порука гласила: „Шта је то Бог урадио?“.
- 1883 — Отворен Бруклински мост који је повезао Менхетн с Бруклином у Њујорку.
- 1926 — Отворена Универзитетска библиотека у Београду. Прва зграда у данашњој Србији направљена наменски за библиотеку, изграђена уз помоћ Карнегијеве задужбине. Назив Универзитетска библиотека „Светозар Марковић“ добила 1946.
- 1941 — Немачки ратни брод „Бизмарк“ у Другом светском рату потопио британску крстарицу „Худ“ при чему је од 1.422 морнара су преживела три.
- 1964 — У тучи на фудбалској утакмици у престоници Перуа, Лими, изазваној одлуком судије да поништи гол домаће екипе, погинуло више од 300 људи.
- 1968 — Током студентских демонстрација у Француској председник Шарл де Гол предложио референдум. Побуњени студенти запалили Париску берзу.
- 1970 — На полуострву Кола почело је бушење Колске супердубоке бушотине, која је са крајњом дубином од 12.262 m постала најдубља рупа икада избушена и најнижа вештачка тачка на Зељми.
- 1981 — Председник Еквадора Хаиме Ролдос Агилера и седам људи погинуло када је у авиону експлодирала подметнута бомба.
- 1982 — У Иранско-ирачком рату иранске трупе вратиле контролу над Корамшаром, који су Ирачани држали 20 месеци.
- 1992 —
  - Кандидат конзервативаца Томас Клестил изабран за председника Аустрије уместо Курта Валдхајма.
  - Косовски Албанци одржали прве паралелне опште изборе. Власти у Србији изборе прогласиле нелегалним, али их нису ометале.
- 1993 —
  - Еритреја је стекла независност од Етиопије после 30 година рата.
  - На Тибету избиле жестоке демонстрације против кинеских власти.
- 1994 — У јурњави муслиманских ходочасника у Меки у Саудијској Арабији погинуло 270 људи.
- 1999 - 
  - НАТО бомбардовање СРЈ
- 2000 —
  - Израел после 22 године повукао трупе из окупационе зоне од 15 km у граничном подручју с Либаном. Мировне трупе Уједињених нација ушле у то подручје 28. јула.
  - Хрватска постала 26. чланица Партнерства за мир.
  - Апелациони суд у Сантјагу укинуо имунитет бившем чилеанском диктатору, генералу Аугусту Пиночеу, чиме је омогућено да му се суди за кршење људских права за време његове владавине.
- 2001 — Двадесет троје људи погинуло и више од 300 повређено када се урушила свадбена сала у Јерусалиму.
- 2002 — Председници САД и Русије Џорџ Буш и Владимир Путин потписали уговор о смањењу нуклеарног наоружања за две трећине у наредних 10 година.
- 2004 — Ђаци из Крагујевца допутовали у Сарајево, у Босни и Херцеговини, у прву екскурзију из Србије после 14 година.

## Рођења
- 1544 — Вилијам Гилберт, енглески лекар и физичар. (прем. 1603)[1]
- 1686 — Габријел Фаренхајт, немачки физичар и проналазач, конструктор првог термометра са живом. (прем. 1736)[2]
- 1743 — Жан Пол Мара, француски лекар и новинар, један од вођа Француске револуције. (прем. 1793)[3]
- 1819 — Викторија Хановерска, британска краљица. (прем. 1901)[4]
- 1899 — Сузан Ленглен, француска тенисерка. (прем. 1938)[5]
- 1905 — Михаил Шолохов, руски писац, добитник Нобелове награде за књижевност (1965). (прем. 1984)[6]
- 1925 — Драган Јеремић, српски естетичар, књижевник и књижевни критичар. (прем. 1986)[7]
- 1931 — Мајкл Лонсдејл, француски глумац. (прем. 2020)[8]
- 1938 — Михаило Јанкетић, српски глумац. (прем. 2019)[9]
- 1940 — Јосиф Бродски, руски песник и есејиста, добитник Нобелове награде за књижевност (1987). (прем. 1996)[10]
- 1941 — Боб Дилан, амерички амерички музичар, писац и песник.[11]
- 1941 — Владимир Цветковић, српски кошаркаш и спортски функционер.[12]
- 1949 — Џим Бродбент, енглески глумац.[13]
- 1950 — Стеван Пилиповић, српски универзитетски професор, математичар и академик.[14]
- 1953 — Алфред Молина, енглески глумац.[15]
- 1956 — Шон Кели, ирски бициклиста.[16]
- 1960 — Кристин Скот Томас, енглеска глумица.[17]
- 1963 — Џо Думарс, амерички кошаркаш.[18]
- 1965 — Џон Рајли, амерички глумац, комичар, певач, сценариста и продуцент.[19]
- 1966 — Ерик Кантона, француски фудбалер и фудбалски тренер.[20]
- 1973 — Драган Бајић, босанскохерцеговачки фудбалер, кошаркаш и кошаркашки тренер.[21]
- 1973 — Руслана, украјинска певачица.[22]
- 1973 — Владимир Шмицер, чешки фудбалер.[23]
- 1975 — Јанис Гумас, грчки фудбалер и фудбалски тренер.[24]
- 1977 — Јелена Ђокић, српска глумица.[25]
- 1979 — Трејси Макгрејди, амерички кошаркаш.[26]
- 1979 — Далибор Додер, шведски рукометаш.[27]
- 1981 — Кенан Бајрамовић, босанскохерцеговачки кошаркаш.[28]
- 1983 — Струка, српски хип хоп музичар.
- 1985 — Бојана Панић, српска глумица и модел.[29]
- 1987 — Фабио Фоњини, италијански тенисер.[30]
- 1988 — Евертон Луиз Гимараис Биљер, бразилски фудбалер.[31]
- 1989 — Павел Громико, руски кошаркаш.[32]
- 1989 — Калин Лукас, амерички кошаркаш.[33]
- 1989 — Џи-Изи, амерички музичар и музички продуцент.[34]
- 2000 — Ања Цревар, српска пливачица.[35]
- 2001 — Страхиња Павловић, српски фудбалер.[36]

## Смрти
- 1543 — Никола Коперник, пољски полимата, најпознатији као астроном и математичар. (рођ. 1473)[37]
- 1974 — Дјук Елингтон, амерички џез музичар (пијаниста) и композитор. (рођ. 1899)[38]
- 1995 — Харолд Вилсон, британски политичар, премијер Уједињеног Краљевства у два наврата и вођа Лабуристичке партије. (рођ. 1916)[39]
- 2013 — Антонио Пучадес Касанова, шпански фудбалер. (рођ. 1925)[40]
- 2017 — Лаура Бјађоти, италијанска модна креаторка. (рођ. 1943)
- 2017 — Драгомир Станојевић, српски каскадер. (рођ. 1941)[41]
- 2019 — Душица Жегарац, српска глумица. (рођ. 1944)[42]
- 2023 — Тина Тарнер, америчка музичарка и глумица. (рођ. 1939)[43]

## Празници и дани сећања
- Српска православна црква слави:
  - Светог Кирила и Методија
  - Свештеномученика Мокија
  - Светог Никодима - архиепископа пећког
- Европски дан паркова
- Дан Ћирила и Методија